# SOUND ARENA
『SOUND ARENA』（サウンド・アリーナ）は、1992年4月15日から同年9月23日までフジテレビ系列局で生放送されたフジテレビ製作の音楽番組。放送時間は毎週水曜 21:00 - 21:54 (JST) 、最終回の2時間スペシャルのみ21:00 - 22:54に放送。

## 概要
1992年、フジテレビが『夜のヒットスタジオSUPER』以来1年半ぶりにプライム枠に歌謡番組を投入した。司会には、金曜23:00台で放送の音楽番組『G-STAGE』で司会を務めていた徳光和夫、堺正章、田代まさしの3人を引き続き起用した。
1時間の生放送で、毎週6 - 9組のアーティストが出演。TBSの『ザ・ベストテン』と同様に、スタジオ以外にも各地からの中継も結ぶ方式を採用していた。目玉として「THE SPECIAL」のコーナーがあり、大物アーティストによる競演が見物だった。
当番組終了後、後継番組として『MJ -MUSIC JOURNAL-』が放送された。

## 出演者

### 司会
- 徳光和夫
- 堺正章
- 田代まさし - ラッツ&スターの一員。1992年7月15日の放送では同グループ名義で出演。「エピソード」の節を参照。
  - 徳光と堺は、この番組以前に日本テレビの『NTV紅白歌のベストテン』と『ザ・トップテン』（初期）で共演経験している。

## 番組コーナー
- THE SPECIAL（ザ・スペシャル）

この番組の目玉企画。毎回テーマを設け、大物アーティスト2〜3組が懐かしの名曲・ヒット曲を歌うコーナー。放送回によりコーナー進行は徳光&堺、堺&田代、徳光単独など異なっていた。
- 視聴者プレゼント

番組の最後に行なわれた。かつて『夜のヒットスタジオ』で行っていた「ラッキー・テレフォン・プレゼント」に似ているが、プレゼント内容と選出方式が若干異なる。『夜のヒットスタジオ』では1976年以降、4桁の電話番号の該当者のみ応募で5桁のスロットマシンの数字分の現金をプレゼントしたが、本番組では、北海道から九州まで地区ごとのルーレットで当選者を決定し、国内または海外旅行をプレゼントした。

## エピソード
※ いずれも1992年
- 4月29日放送分の冒頭で、3日前に急逝した尾崎豊の追悼企画を急遽放送。『夜のヒットスタジオDELUXE』出演時の「太陽の破片」（1988年6月22日放送）をノーカット映像[注 2]のほか、「I Love You」のライブ映像も放送した。本来なら、当時発売された遺作となったアルバム『放熱への証』からの曲を披露するために番組に生出演の予定であったことが、放送当日に徳光らから明らかにされている。
- 5月13日放送分にて、当時の人気アイドルグループ、CoCoが重大発表としてメンバーの瀬能あづさが4日後の日本武道館でのライブをもってグループを脱退することを発表。「だから涙と呼ばないで」を涙ながらに歌った。CoCoの5人でのテレビ出演は、この日の本番組が最後になった。
- 同放送分で、当時ほとんどテレビに出演しなかった佐野元春が出演した。
- 7月15日放送分にて、鈴木雅之率いるラッツ&スターが5年ぶりに音楽番組に登場し、「め組のひと」などのヒット曲をメドレーで披露。この時に志村けんがスタジオ見物に来ていた[注 3]。
- 9月9日放送分にて、後にメディア露出が極端に少なくなるZARDが出演し、「眠れない夜を抱いて」を披露した。同ボーカルの坂井泉水が司会の堺らとトークをする場面もあった。なお、この映像は2008年12月3日放送の『2008 FNS歌謡祭』にて坂井が2007年5月に逝去した後に改めて放送された。
- 9月23日放送の最終回2時間スペシャルにて、老人性痴呆症のアルツハイマーを笑いものにしたような発言があったらしく、視聴者から苦情が殺到している[1]。
- プロ野球期間中は番組放送前にプロ野球中継があったり、夜9時前に読売ジャイアンツが勝利すると、徳光が生放送を使ってジャイアンツの勝利を報告する場面があった[注 4]。

## 放送リスト
| 放送回 | 放送日     | 新聞紙のテレビ番組表における内容記載 |
| ------ | ---------- | --- |
| 第1回  | 1992.04.15 | ▽夢の競演、チャゲ＆飛鳥VSハウンドドッグ▽熱唱、アルフィー・ドリカム・美穂・静香                                                                                      |
| 第2回  | 1992.04.22 | ▽徳永英明＆渡辺美里 爆風スランプ＆ミケ＆中西圭三＆平松愛理▽バブルガム＆武田鉄矢                                                                                     |
| 第3回  | 1992.04.29 | 緊急特集、追悼尾崎豊26歳の春〝卒業からニューアルバムまで〟▽徳光和夫＆堺正章ほか                                                                                     |
| 第4回  | 1992.05.06 | 財津和夫＆アルフィー 藤あや子＆織田哲郎＆リンドバーグ▽名曲集 庄野真代ほか                                                                                           |
| 第5回  | 1992.05.13 | TV初出演・佐野元春▽名曲アン・ルイス＆太田裕美▽ズーＮＹ生中継▽ココ重大発表                                                                                           |
| 第6回  | 1992.05.20 | 「名曲集スペシャル」高橋真梨子 チューブ 森川由加里 平松愛理 香西かおり チャゲほか                                                                                   |
| 第7回  | 1992.05.27 | 米米クラブ〝素顔のままで〟の主題歌初披露▽チェッカーズ＆辛島＆鈴木雅之▽名曲集ほか                                                                                    |
| 第8回  | 1992.06.03 | ビーズ登場▽工藤静香 観月ありさ＆伍代夏子▽名曲集・渡辺真知子 欧陽菲菲＆内藤やす子                                                                                    |
| 第9回  | 1992.06.10 | 杏里＆稲垣潤一＆ズー 槇原敬之＆高島政宏▽名曲集、加藤登紀子＆河島英五の知床旅情ほか                                                                                  |
| 第10回 | 1992.06.17 | ▽名曲集、こうせつ・南佳孝・もんた▽森口＆アン＆沢田知可子 石田純一 秋吉久美子                                                                                        |
| 第11回 | 1992.06.24 | 「熱狂ライブ、矢沢永吉」渡辺美里 織田裕二 高橋真梨子 鈴木雅之 平松愛理 矢野顕子ほか                                                                                 |
| 第12回 | 1992.07.01 | 「上半期ヒット曲集」米米クラブ チャゲ＆飛鳥 ハウンドドッグ 杏里 チューブ ズー                                                                                       |
| 第13回 | 1992.07.08 | 「名曲集、南沙織・堀内孝雄・松崎しげる」渡辺美里 織田哲郎 工藤静香 森高千里ほか                                                                                     |
| 第14回 | 1992.07.15 | 「復活ラッツ＆スター名曲ヒットメドレー」小泉今日子 谷村新司 福山雅治 荻野目洋子                                                                                     |
| 第15回 | 1992.07.22 | 「名曲集、加山雄三、テレサ・テン、ばんばひろふみ」槇原敬之 チューブ 時任三郎ほか                                                                                    |
| 第16回 | 1992.07.29 | サザンオールスターズ 杏里・アルフィー・大江千里・ウィンク競演▽名曲集・西城秀樹ほか                                                                                  |
| 第17回 | 1992.08.05 | 「名曲集、尾崎亜美＆野口＆桑江」小室哲哉 爆風スランプ 杏里 森高千里 寺田恵子ほか                                                                                    |
| 第18回 | 1992.08.12 | 「名曲総集編スペシャル」め組の人▽迷い道▽フォーユー▽昴▽妹▽天城越えほか全17曲                                                                                         |
| 第19回 | 1992.08.19 | 「名曲集、村下孝蔵 ボロ・原田知世」ミケ 吉川晃司 鈴木雅之 平松愛理 小野正利ほか                                                                                     |
| 第20回 | 1992.08.26 | ▽湘南サウンド競演、ワイルドワンズ＆チューブ ヒットメドレー▽田原＆静香＆中西圭三                                                                                     |
| 第21回 | 1992.09.02 | 「名曲・ペガサスの朝 夢の途中・夢想花」和田アキ子 陣内大蔵 山下久美子 リボンほか                                                                                    |
| 第22回 | 1992.09.09 | 「名曲、天使の誘惑 きみの朝・愛はかげろう」吉田栄作 ザード 小野正利 ココほか                                                                                        |
| 第23回 | 1992.09.16 | 「特集、ＧＳヒットメドレー」秋吉久美子 谷村新司・香西かおり 吉川晃司・小比類巻かほるほか                                                                            |
| 最終回 | 1992.09.23 | 「生総出演・92年ヒット曲大全集」サザンオールスターズスペシャルライブ▽徳光・堺・田代も熱唱夢のデュエット競演 工藤静香 観月ありさ 藤あや子 森高千里 平松愛理 伍代夏子 |

- 『読売新聞』テレビ番組表による。
- 「新聞紙における内容記載」欄のうち、『読売新聞』の原文において改行の際に「、」や「・」が省力されている箇所は半角空けで示している。

## スタッフ
- 構成：玉井貴代志
- ディレクター：深瀬雄介、菊地伸
- 演出：大前一彦
- プロデューサー：笠井一二、井上信吾
- 制作：フジテレビ第二制作部
- 制作著作：フジテレビ

## ネット局
系列は放送当時のもの。
| 放送対象地域   | 放送局             | 系列                                         | 備考                           |
| -------------- | ------------------ | -------------------------------------------- | ------------------------------ |
| 関東広域圏     | フジテレビ         | フジテレビ系列                               | 制作局                         |
| 北海道         | 北海道文化放送     | フジテレビ系列                               |                                |
| 岩手県         | 岩手めんこいテレビ | フジテレビ系列                               |                                |
| 宮城県         | 仙台放送           | フジテレビ系列                               |                                |
| 秋田県         | 秋田テレビ         | フジテレビ系列                               |                                |
| 山形県         | 山形テレビ         | フジテレビ系列                               | 1993年4月1日よりテレビ朝日系列 |
| 福島県         | 福島テレビ         | フジテレビ系列                               |                                |
| 新潟県         | 新潟総合テレビ     | フジテレビ系列                               | 現：NST新潟総合テレビ          |
| 長野県         | 長野放送           | フジテレビ系列                               |                                |
| 静岡県         | テレビ静岡         | フジテレビ系列                               |                                |
| 富山県         | 富山テレビ         | フジテレビ系列                               |                                |
| 石川県         | 石川テレビ         | フジテレビ系列                               |                                |
| 福井県         | 福井テレビ         | フジテレビ系列                               |                                |
| 中京広域圏     | 東海テレビ         | フジテレビ系列                               |                                |
| 近畿広域圏     | 関西テレビ         | フジテレビ系列                               |                                |
| 島根県・鳥取県 | 山陰中央テレビ     | フジテレビ系列                               |                                |
| 広島県         | テレビ新広島       | フジテレビ系列                               |                                |
| 岡山県・香川県 | 岡山放送           | フジテレビ系列                               |                                |
| 愛媛県         | テレビ愛媛         | フジテレビ系列                               |                                |
| 福岡県         | テレビ西日本       | フジテレビ系列                               |                                |
| 佐賀県         | サガテレビ         | フジテレビ系列                               |                                |
| 長崎県         | テレビ長崎         | フジテレビ系列                               |                                |
| 熊本県         | テレビ熊本         | フジテレビ系列                               |                                |
| 宮崎県         | テレビ宮崎         | フジテレビ系列 日本テレビ系列 テレビ朝日系列 |                                |
| 沖縄県         | 沖縄テレビ         | フジテレビ系列                               |                                |

なお、当時のクロスネット局のうち、以下の2局では、当該枠で他系列の番組を同時ネットしていたため、本番組は放送されなかった（系列は当時のもの）。
- テレビ大分（日本テレビ系列・フジテレビ系列・テレビ朝日系列の3系列のクロスネット局）：テレビ朝日の刑事ドラマ『はぐれ刑事純情派V』を同時ネット
- 鹿児島テレビ（日本テレビ系列・フジテレビ系列のクロスネット局）：日本テレビのバラエティ番組『とんねるずの生でダラダラいかせて!!』を同時ネット